# Kiichiro Toyoda
Kiichiro Toyoda (豊田 喜一郎) (11 de junio de 1894 en Yoshitsu, Yamaguchi, prefectura de Shizuoka, Japón ‐ 27 de marzo de 1952). Fue un destacado empresario e industrial japonés, conocido por ser el artífice de la transición de la empresa familiar desde la manufactura de telares automáticos hacia la industria automotriz, lo que eventualmente dio origen a Toyota Motor Corporation. Es considerado una figura clave en el desarrollo de la industria automotriz japonesa.

## Primeros años y educación
Kiichiro Toyoda fue el hijo mayor de Sakichi Toyoda, fundador de Toyoda Loom Works, y Tami Sahara. Debido a conflictos familiares, fue criado inicialmente por sus abuelos y luego se trasladó a Nagoya para vivir con su padre.
Destacó académicamente desde joven. Completó sus estudios en la Escuela Elemental Aichi Normal y el Instituto Meirin. Posteriormente, se graduó en Ingeniería Mecánica en la Universidad Imperial de Tokio en 1920, donde también estudió derecho por un breve periodo.

## Carrera profesional

#### Toyota Boshoku y Toyoda Loom Works
Tras graduarse, Kiichiro regresó a Nagoya y se unió a Toyota Boshoku, una empresa fundada por su padre en 1918. Durante la década de 1920, viajó a Estados Unidos y Europa para estudiar la industria textil, ampliando su conocimiento de las tendencias tecnológicas globales.
En 1926, ayudó a establecer Toyota Industries Corporation, enfocándose en la producción de telares automáticos. Sin embargo, su visión lo llevó a identificar el potencial de la industria automotriz, por lo que convenció a su padre y a la junta directiva de expandir las operaciones hacia la manufactura de automóviles.

#### Creación de Toyota Motor Corporation
En 1933, Kiichiro fundó un departamento automotriz dentro de Toyota Industries Corporation. A pesar de los desafíos iniciales, lideró el desarrollo de los primeros prototipos de automóviles en Japón, culminando con el modelo A1 en 1935. En 1937, este departamento se independizó como Toyota Motor Corporation, y Kiichiro fue nombrado vicepresidente, asumiendo la presidencia en 1941.
Bajo su liderazgo, Toyota implementó principios como el "Just-In-Time", que formaron la base del Sistema de Producción Toyota y revolucionaron la manufactura global.

## Aportes a la industria automotriz
Kiichiro es reconocido como una figura clave en la transformación de la industria automotriz japonesa. Fue responsable de la producción de los primeros automóviles nacionales y de establecer cimientos sólidos para que Toyota se convirtiera en un fabricante líder a nivel mundial.

## Retiro y legado
En 1950, durante una crisis financiera provocada por la recesión Dodge Line, Kiichiro enfrentó dificultades significativas. A pesar de sus esfuerzos por evitar despidos masivos, la situación económica lo llevó a renunciar como presidente de Toyota Motor Corporation en 1950. Falleció dos años después, el 27 de marzo de 1952, a los 57 años.
Su sobrino, Eiji Toyoda, continuó su legado en 1957, supervisando la expansión de Toyota y el lanzamiento de marcas icónicas como Lexus. Kiichiro Toyoda es recordado por su visión y determinación para transformar la economía japonesa y establecer a Toyota como un líder global en la industria automotriz.

## Reconocimientos
- Transformación de la industria automotriz japonesa: Kiichiro sentó las bases para el desarrollo de automóviles nacionales que compitieran con modelos extranjeros.
- Liderazgo en manufactura eficiente: Introdujo principios de producción que revolucionaron la industria automotriz global.